# Agios Nikolaos (Kos)

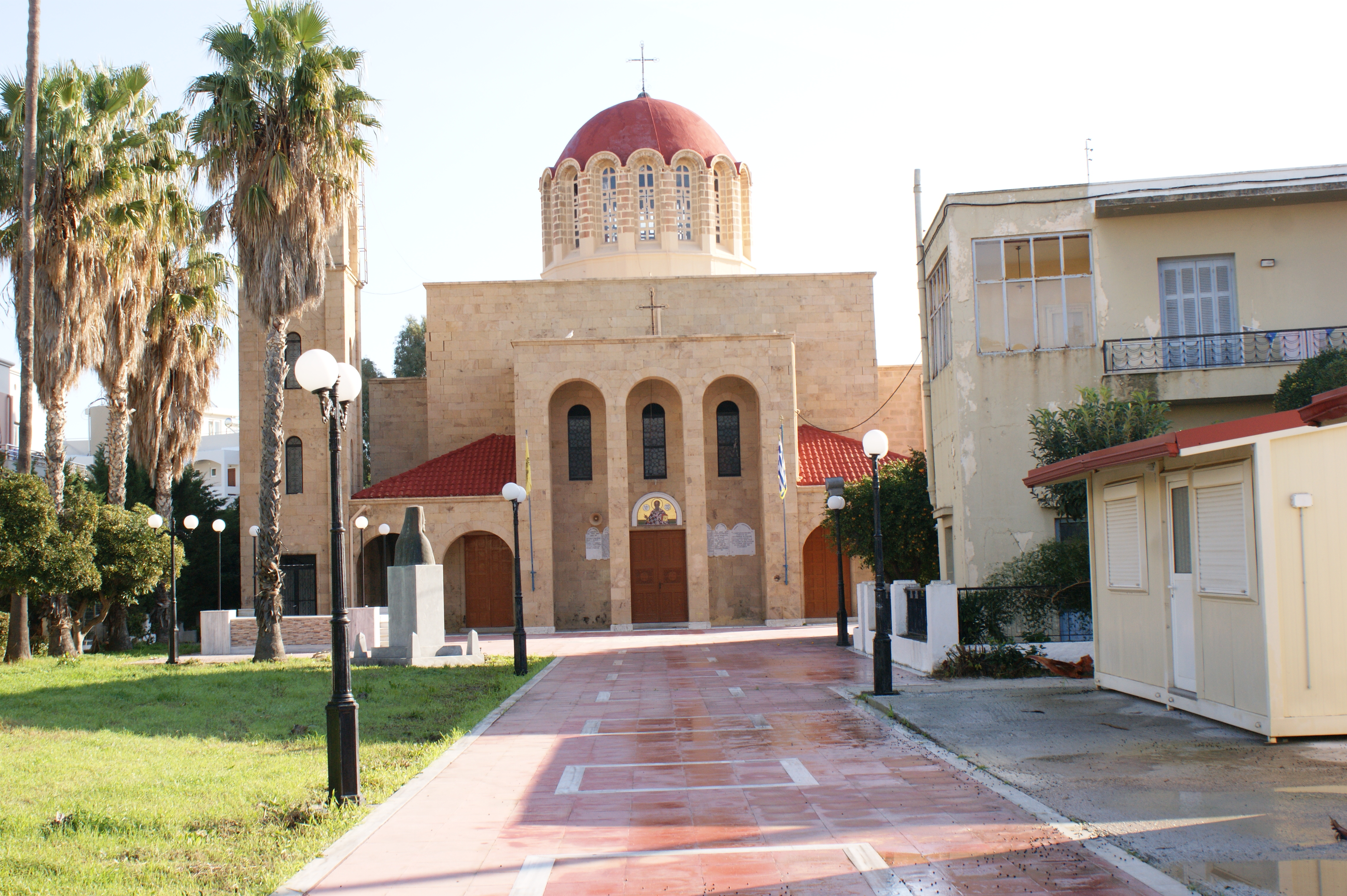
Agios Nikolaos in der Stadt Kos

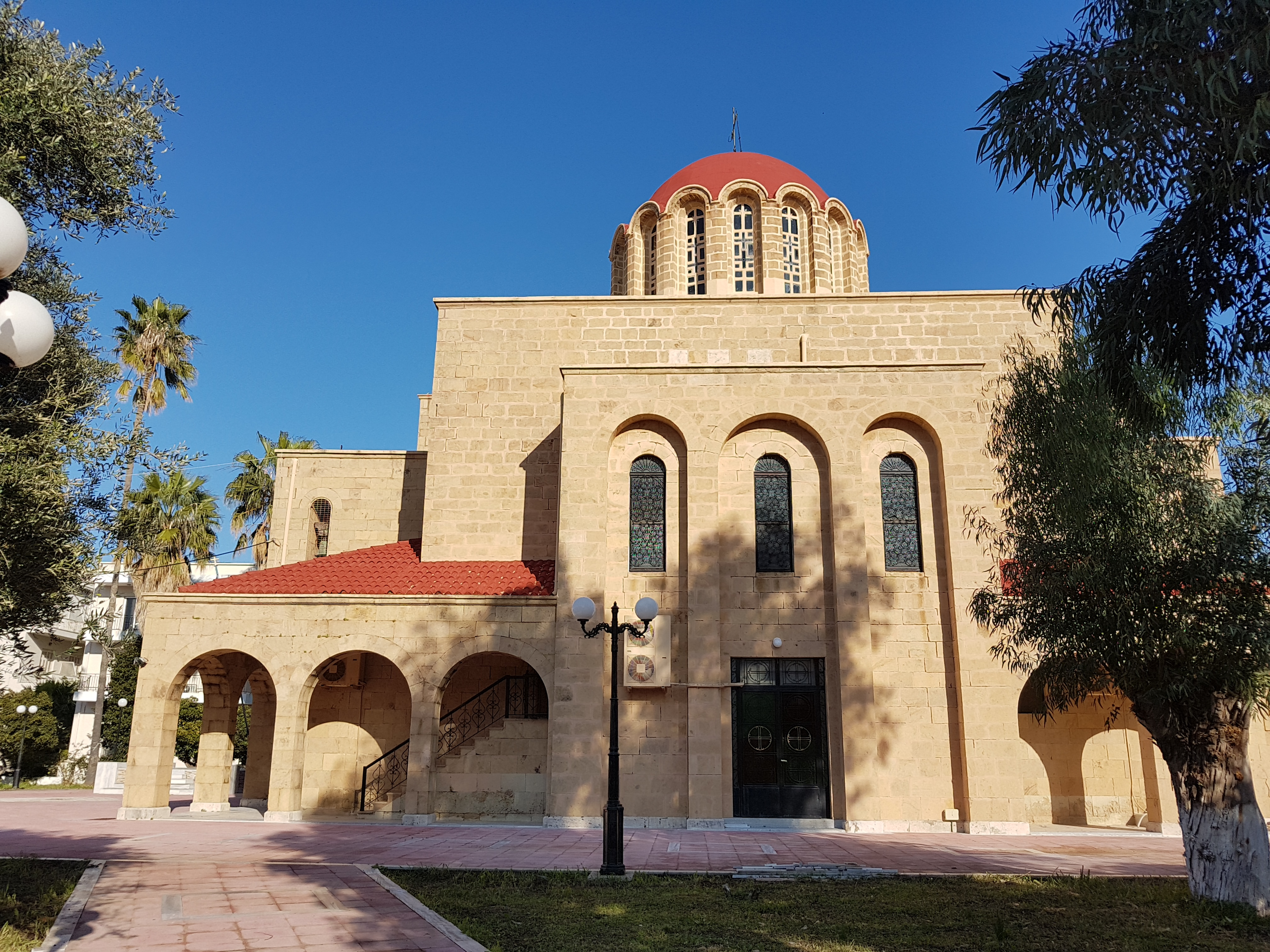

Die Kirche Agios Nikolaos (griechisch Αγίος Νικολάος, auch: Ιερός Μητροπολιτικός Ναός Αγίου Νικολάου) befindet sich in der Stadt Kos (griechisch Κως [kɔs] (f. sg.)) auf der griechischen Insel Kos. Sie ist Nikolaus von Myra gewidmet. Sein Patrozinium wird am 6. Dezember jeden Jahres begangen.
Die Kirche gehört zur orthodoxen Metropolie von Kos und Nisyros und untersteht direkt dem Ökumenischen Patriarchat von Konstantinopel (griechisch Οικουμενικό Πατριαρχείο Κωνσταντινουπόλεως Oikoumenikó Patriarcheío Konstantinoupóleos, türkisch İstanbul Rum Ortodoks Patrikhanesi, auch Kirche von Konstantinopel).

## Lage
Die Kirche liegt mitten in der Stadt Kos auf einer Fläche von rund 4000 m² etwa 10 Meter über dem Meeresspiegel. Das Grundstück ist von drei Seiten von Straßen umgeben. Südlich befindet sich die Odós Agíou Nikoláou, im Westen die Straße Odós Mitropóleos und im Südosten bzw. Osten die Straße Odós Adamántiou Koraí.

## Gebäude
Der erste Kirchenbau zu Ehren des hl. Nikolaus an dieser Stelle wurde 1857 begonnen und 1862 vollendet. Der Kirchenbau hat 40.00 Kuruş („Groschen“; Abkürzung krş) gekostet. Durch das Erdbeben 1933 wurde der Kirchenbau so stark beschädigt, dass dieser 1934 abgetragen werden musste. Es wurde so weit wie möglich die noch verwendbaren Materialien, insbesondere der Marmor, geborgen.
Nach dem Abriss der Kirche verweigerte der damalige Gouverneur der Ägäis-Inseln, Cesare Maria De Vecchi, jedoch den Wiederaufbau. Er soll jedoch durch die Zerstörung italienischer Wasserflugzeuge durch einen Zyklon anderen Sinnes geworden sein und dahinter einen göttlichen Willen gesehen haben, dass die Kirche wieder aufgebaut werden müsse. 1937 bis 1939 wurde die Kirche von Grund auf neu errichtet.
Die Kirche ist derzeit nur von außen zu besichtigen (2019), da sie durch das Erdbeben 2017 schwer beschädigt wurde.